# Мэртенс, Грегуар
Грегуар Мэртенс (Grégoire Maertens, родился 1 января 1924 года, Брюгге, Бельгия) — западно-фламандский эсперантист. Был членом руководящего комитета Всемирной эсперанто-ассоциации (эсп. Universala Esperanto-Asocio, UEA) с 1977 до 1992 года. С 1980 до 1986 года он был президентом UEA и её почётным членом с 1993 года.

## Биография
Грегуар Мэртенс родился в Брюгге, где и стал активным участником местного эсперанто-движения 1940-х годов, членом Бельгийской эсперанто-федерации (Belga Esperanto-Federacio).
Мэртенс стал изучать эсперанто в 16 лет в 1940 году в клубе «Мир и справедливость» своего родного города Брюгге в Бельгии. Клуб в годы Второй Мировой войны работал в подземном помещении. После войны он, по поручению фламандских и бельгийских эсперанто-организаций, выполнял различные административные задания. С 1960 по 2004 год он был членом комитета, а с 1977 по 1992 членом совета Всемирной эсперанто-ассоциации. Его работа в UEA продолжалась с 1980 по 1986 год, когда он возглавлял Ассоциацию в качестве президента, будучи избран на два срока. Мэртенс долгое время также является президентом учреждения «Ходлер 68». Кроме того, он принимал активное участие в Европейском Союзе эсперанто и Европейском центре эсперанто в Брюсселе.
Работал Мэртенс преподавателем в Международной Академии наук в Сан-Марино (Akademio Internacia de la Sciencoj, AIS), где он был также казначеем с 1992 до 1995 год.
В 1993 году Мэртенс стал почётным членом Ассоциации, а в 2013 году избран почётным президентом учреждения Ходлер '68.